# 費拉德爾菲亞鎮區 (伊利諾伊州卡斯縣)
費拉德爾菲亞鎮區（英語：Philadelphia Township）是位於美國伊利諾伊州卡斯縣的一個行政鎮區。

## 地方資料
根據2010年美國人口普查的數據，費拉德爾菲亞鎮區的面積為93.90平方千米，當中陸地面積為93.90平方千米，而水域面積為0.00平方千米。當地共有人口208人，而人口密度為每平方千米2.22人。